# Meritorious Unit Commendation
Pour la récompense de l' US Air et de US Space Forces, voir Meritorious Unit Award. Pour la récompense australienne, voir Meritorious Unit Citation.
La Meritorious Unit Commendation (MUC ; prononcez muck - en français: Citation à l'ordre de l'unité méritante) est une récompense de niveau intermédiaire décernée par les forces armées des États-Unis. L'Armée de terre des États-Unis (US Army) décerne aux unités la MUC de l'armée de terre pour une conduite exceptionnellement méritoire dans l'accomplissement de réalisations ou de services exceptionnels au combat ou hors combat, la marine américaine (US Navy) et le corps des Marines américains (US Marine Corps) décernent aux unités la MUC de la marine pour des réalisations ou des services valeureux ou méritoires au combat ou hors combat, et les gardes-côtes américains (US Coast Guard) décernent aux unités la MUC des gardes-côtes pour des réalisations ou des services valeureux ou méritoires sans participation au combat.

## Armée de terre (Army)
Army Meritorious Unit Commendation
L'emblème de la MUC de l'Armée, qui représente la MUC, mesure 1 7⁄16 pouces (36,51 mm) de large et 9⁄16 pouces (14,28 mm) de haut. L'emblème consiste en un cadre doré de 1⁄16 pouce (1,58 mm) de large avec des feuilles de laurier qui entoure un ruban écarlate  67111. L'emblème précédemment autorisé était une couronne de laurier brodée de couleur or, de 1 5⁄8 pouces (41,27 mm) de diamètre sur un carré de 2 pouces (50,8 mm) de tissu olive.
La MUC de l'Armée(anciennement appelée Meritorious Service Unit Plaque) est décernée aux unités pour une conduite exceptionnellement méritoire dans l'accomplissement de services exceptionnels pendant au moins six mois continus au cours de la période d'opérations militaires contre un ennemi armé survenant le 1er janvier 1944 ou après cette date. Le service dans une zone de combat n'est pas obligatoire, mais il doit être directement lié à l'effort de combat. Les unités basées aux États-Unis sont exclues de cette distinction, de même que les autres unités situées en dehors de la zone d'opération. L'unité doit faire preuve d'un dévouement exceptionnel et d'une performance supérieure dans l'accomplissement de tâches exceptionnellement difficiles qui la distinguent et la placent au-dessus des autres unités ayant des missions similaires. Le degré d'accomplissement requis est le même que celui qui justifierait l'attribution de la Legion of Merit(LOM) à un individu. Les recommandations pour des unités plus grandes qu'une brigade ne seront pas soumises. Pour les services rendus pendant la Seconde Guerre mondiale, les récompenses ne seront attribuées qu'aux unités de service et uniquement pour les services rendus entre le 1er janvier 1944 et le 15 septembre 1946.
La plaque pour service méritoire a été créée à l'origine par la circulaire n° 345 du ministère de la Guerre (Department of War), le 23 août 1944. Cette circulaire prévoyait que les membres des unités qui recevaient la plaque avaient le droit de porter l'insigne de l'unité pour service méritoire, un écusson carré de deux pouces de côté, de couleur drap-olive, représentant une couronne dorée, sur la manche droite de leur manteau et de leur chemise de service, à quatre pouces de l'extrémité de la manche. Une étoile dorée placée à l'intérieur de la couronne sur l'insigne représentait les récompenses supplémentaires, jusqu'à ce que la circulaire n° 54 du ministère de la Guerre, 1946, stipule que les récompenses supplémentaires seraient indiquées en plaçant un chiffre doré à l'intérieur de la couronne. En décembre 1946, la plaque de l'unité de service méritoire est supprimée et remplacée par la Meritorious Unit Commendation.
Un nouveau modèle d'emblème d'unité pour service méritoire, un ruban rouge uni bordé d'une couronne dorée à porter sur la poitrine droite du manteau de service, juste au-dessus de la poche, a été approuvé en avril 1947. Il remplace l'insigne de manche et entre en vigueur le 1er janvier 1949. Le 16 mai 1947, le règlement 260-15 de l'armée annonçait le MUC, autorisait le port de l'emblème du MUC et prévoyait le port de la banderole écarlate du MUC, avec le nom du théâtre d'opérations applicable en lettres blanches . Le 11 avril 1949, l'adjudant-général informa le D/PA que la situation des stocks était telle que l'écusson de manche ne serait pas épuisé avant 1959. Dans son commentaire 2 du 1er mars 1960, le sous-chef d'état-major du personnel (G-1) a déclaré qu'à des fins de planification, le port du nouvel emblème de l'unité de service méritoire serait autorisé à compter du 1er janvier 1961, l'ancien étant interdit après le 30 juin 1962. Cependant, le niveau des stocks était encore si élevé que le ruban ne fut introduit dans le système d'approvisionnement que le 14 juillet 1966.
À compter du 1er mars 1961, la MUC a été autorisée pour les unités ou les détachements des forces armées des États-Unis pour une conduite exceptionnellement méritoire dans l'accomplissement de services exceptionnels pendant au moins six mois continus (un mois est considéré comme 30 jours civils) au cours d'opérations militaires contre un ennemi armé, sans tenir compte des fonctions exercées ou du type d'unité exécutant les fonctions. Ce service est interprété comme se rapportant à des activités de type soutien au service de combat et non au type d'activités exécutées par le quartier général supérieur, les unités de combat ou de soutien au combat.
Depuis le 11 septembre 2001, la MUC est autorisée pour les unités et/ou les détachements des forces armées des États-Unis pour des performances exceptionnellement méritoires pendant au moins six mois continus (un mois est considéré comme 30 jours civils) au cours d'opérations militaires contre un ennemi armé, sans tenir compte du type de tâches accomplies ou du type d'unité exécutant les tâches.
Tous les membres de l'unité citée pour cette distinction sont autorisés à porter l'emblème du MUC. L'emblème est considéré comme une décoration individuelle pour ceux qui ont participé aux actes cités et dont le port est autorisé, qu'ils continuent ou non à faire partie de l'unité. Les autres membres du personnel servant dans l'unité sont autorisés à porter l'emblème pour montrer que l'unité est récipiendaire de la MUC.
L'Army Meritorious Unit Commendation est portée après la Valorous Unit Award et avant la Superior Unit Award. Les récompenses supplémentaires de la MUC de l'armée sont signalées par des grappes de feuilles de chêne (oak leaf cluster) en bronze.
- Ordonnances permanentes 194-13
- Ordonnances permanentes 032-0001

## Marine et Corps des Marines (Navy et Marine Corps)
Navy Meritorious Unit Commendation
La Navy MUC a été autorisée par le SECNAV Notice 1650 le 17 juillet 1967 et est décernée par le secrétaire à la Marine (Secretary of the Navy), le chef des opérations navales (Chief of Naval Operations) ou le Commandant du Corps des Marines à toute unité de la Marine ou du corps des marines qui s'est distinguée, dans des conditions de combat ou non, par des accomplissements valeureux ou méritoires, qui rendent l'unité exceptionnelle par rapport à d'autres unités effectuant un service similaire, mais qui ne sont pas suffisants pour justifier l'attribution de la Navy Unit Commendation (mention élogieuse de l'unité de la marine). Cette distinction peut également être décernée à des unités des autres branches des forces armées américaines et aux forces armées de pays étrangers amis servant avec les forces armées américaines, à condition que ces unités répondent aux normes établies pour les unités de la marine et du corps des marines. Pour justifier cette distinction, l'unité doit avoir accompli un service d'une nature comparable à celle qui mériterait l'attribution de la Bronze Star Medal, ou une réalisation de même calibre dans une situation de non-combat, à un individu. L'accomplissement normal des tâches ou la participation à de nombreuses missions de combat ne justifie pas en soi l'attribution de la médaille. Une récompense ne sera pas décernée à une unité pour les actions d'une ou de plusieurs de ses composantes, à moins que l'unité ne se soit comportée uniformément en tant qu'équipe d'une manière qui justifie pleinement une reconnaissance collective.
La Navy Meritorious Unit Commendation est portée après la Navy Unit Commendation et avant le Navy "E" Ribbon. Les récompenses supplémentaires de la Navy MUC sont indiquées par des étoiles de service (Service star) de bronze de 3⁄16 pouces (4,76 mm).

## Garde côtière (Coast Guard)
Coast Guard Meritorious Unit Commendation
La MUC des gardes-côtes a été créée en novembre 1973 et est décernée au nom du commandant des gardes-côtes. La MUC peut être décernée à toute unité de la Garde côtière qui s'est distinguée par des réalisations ou des services valeureux ou méritoires à l'appui des opérations de la Garde côtière n'impliquant pas de combat. Le commandant peut également décerner cette distinction à une unité d'une autre branche des forces armées des États-Unis, à condition que l'unité satisfasse aux normes établies pour les unités de la Garde côtière. Pour justifier l'attribution de la distinction, les services rendus en tant qu'unité doivent être comparables à ceux qui justifieraient l'attribution de la Coast Guard Achievement Medal (CGAM) à un individu. L'accomplissement normal des tâches ou la participation à un grand nombre de missions opérationnelles ne justifie pas en soi l'attribution de la médaille. Une Coast Guard MUC ne sera pas décernée à une grande unité pour les actions d'une ou de plusieurs de ses sous-unités, à moins que l'unité entière n'ait agi en tant qu'équipe.
La Coast Guard MUC est portée après la Coast Guard Unit Commendation et avant la Coast Guard Meritorious Team Commendation. Les récompenses supplémentaires de la MUC des gardes-côtes sont indiquées par des étoiles dorées de 5⁄16 pouces. La MUC peut également être décernée avec un insigne de Distinction opérationnelle, représentée par une lettre argentée "O" de 1⁄4 pouce (6,35 mm) centrée sur le ruban.

## Source
- (en) Cet article est partiellement ou en totalité issu de l’article de Wikipédia en anglais intitulé « Meritorious Unit Commendation » (voir la liste des auteurs).